# Sami Kennedy-Sim
Samantha „Sami“ Kennedy-Sim (* 26. Mai 1988 in Mona Vale als Samantha Kennedy) ist eine ehemalige australische Freestyle-Skierin. Sie startete in der Disziplin Skicross.

## Werdegang
Kennedy-Sim startete von 2008 bis 2022 im Freestyle-Skiing-Weltcup. 2017 belegte sie in Idre mit Platz zwei erstmals das Podium. Im Dezember 2020 konnte sie in Arosa als Dritte erneut einen Podiumsplatz erreichen. Darüber hinaus nahm sie an den Weltmeisterschaften 2011, 2013, 2015, 2017 und 2019 teil, wobei sie 2015 und 2017 mit jeweils dem 12. Rang ihr bestes WM-Resultat erzielen konnte. Kennedy-Sim nahm zudem an den Olympischen Winterspielen 2014, 2018 sowie 2022 teil. Bei ihrer ersten Olympiateilnahme scheiterte sie bereits in der ersten Runde und belegte den 28. Platz. 2018 und 2022 wurde Kennedy-Sim jeweils Achte. Bei der Schlussfeier der Olympischen Winterspiele 2022 war sie Fahnenträgerin Australiens und beendete anschließend ihre Karriere.
Bei den Olympischen Jugend-Winterspielen 2024 wird Kennedy-Sim als Athlete Rolemodel tätig sein.

## Persönliches
Sami Kennedy-Sim heiratete im April 2011 den Skilangläufer Ben Sim. Vor den Olympischen Winterspielen 2014 hatte sie einen Schlaganfall.